# Oskar Fotr
Oskar Fotr (* 9. Januar 1996 in Prag) ist ein tschechischer Fußballspieler.

## Karriere

### Verein
Fotr begann seine Karriere bei Slavia Prag. Sein erstes und einziges Spiel für die Profis von Slavia machte er im September 2014 im Cup gegen den FK Viktoria Žižkov. Zur Saison 2016/17 wurde er an den Zweitligisten FK Varnsdorf verliehen. In Varnsdorf kam er während der Leihe zu 23 Einsätzen in der FNL, in denen er ein Tor erzielte. Nach dem Ende der Leihe kehrte er zur Saison 2017/18 nicht mehr nach Prag zurück, sondern schloss sich fest dem Zweitligisten FC Sellier & Bellot Vlašim an. In drei Spielzeiten in Vlašim kam der Stürmer zu 68 Zweitligaeinsätzen, in denen er 16 Tore erzielte.
Zur Saison 2020/21 wechselte Fotr in die Slowakei zum Erstligisten FK Senica. Für Senica spielte er neunmal in der Fortuna liga, ehe sein Vertrag im April 2021 aufgelöst wurde. Daraufhin wechselte er zur Saison 2021/22 zum österreichischen Regionalligisten SV Stripfing. Für Stripfing kam er zu 24 Einsätzen in der Regionalliga, in denen er zehn Tore erzielte. Nach der Saison 2021/22 verließ er den Verein wieder.

### Nationalmannschaft
Fotr spielte 2012 für die tschechische U-17-Auswahl.